# Lotus 91
El Lotus 91 fue un automóvil de carreras utilizado por el equipo inglés Lotus en la temporada 1982 de Fórmula 1, diseñado por Colin Chapman, Martin Ogilvie y Tony Rudd. Después de varias temporadas no competitivas con coches experimentales o no competitivos, Colin Chapman volvió a los conceptos básicos y diseñó el Lotus 91, basado en parte en el Williams FW07 y en el diseño propio del Lotus 88. Impulsado por el motor Ford Cosworth DFV y usando una caja de cambios estándar de Hewland, el 91 era sencillo y fácil de mantener. Siguiendo el ejemplo de Brabham, el nuevo automóvil fue el primer chasis de Lotus en usar frenos de carbono, mejorando considerablemente el rendimiento de frenado.

## Desarrollo

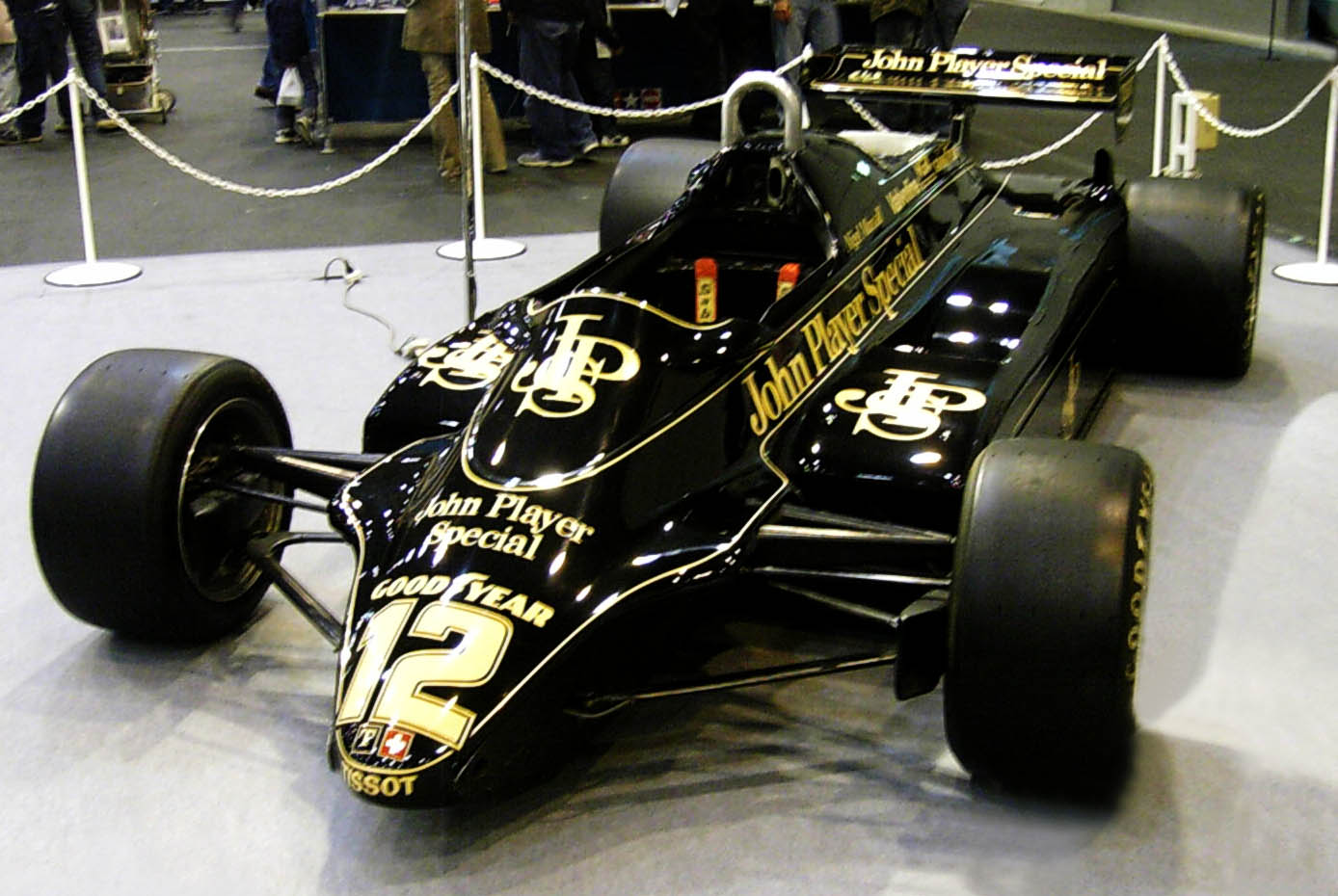
Lotus 91, sin alerón delantero

Después de un estudio de diseño de Chapman sobre nuevos materiales compuestos, se tomó la decisión de construir el automóvil en polímero reforzado con fibra de carbono y kevlar, lo que lo convirtió, después del McLaren MP4/1, en el segundo automóvil de F1 en competir construido con este material (dado que el Lotus 86/88 no había llegado a competir porque todavía estaba prohibido su uso).

Bajo la dirección de Peter Warr, el equipo trabajó a conciencia para hacer que el coche fuera lo más competitivo posible. El chasis ligero le dio al 91 una oportunidad de luchar contra los coches con motor turbo mucho más potentes, y Cosworth trabajó en una versión de carrera corta del DFV exclusivamente para uso de Lotus. Los pontones laterales pasaron a ser unidades de longitud completa, que se extendieron hasta la parte trasera del automóvil para aprovechar al máximo la aerodinámica del efecto suelo. Sin embargo, el 91 era bastante sensible a las irregularidades de la pista, lo que dificultaba su conducción. El Lotus 91 fue la base del Lotus 92, que fue pionero en la suspensión activa en la Fórmula 1. Esta suspensión fue revolucionaria, ya que utilizaba un sistema a bordo para controlar la altura y el comportamiento de la suspensión, por lo que el Lotus 92 se convirtió en el primer automóvil equipado con suspensión activa. El sistema estaba parcialmente controlado por computadoras, pero en esta etapa inicial era operado principalmente por válvulas hidroneumáticas. Elio de Angelis usó bien el automóvil, pero descubrió que el 91 era principalmente competitivo en pistas ultrarrápidas como Hockenheim, Monza y Red Bull Ring. La última pista proporcionó una emocionante victoria en la última vuelta para De Angelis contra Keke Rosberg al volante de un Williams. Otros lugares en el podio contribuyeron a que el equipo ocupara el quinto lugar en la clasificación final en 1982, antes de que se prohibiera el efecto suelo para la temporada 1983 de Fórmula 1, y el 91 fuera reemplazado por el primer modelo con motor turboalimentado de Lotus. El 91 fue el último Lotus F1 en ganar una carrera bajo la dirección de Colin Chapman antes de su fallecimiento a causa de un ataque al corazón el 16 de diciembre de 1982.

## Resultados

### Fórmula 1
(Clave) (negrita indica pole position) (cursiva indica vuelta rápida)

| Año     | Motor                | Neu. | Pilotos         | 1   | 2   | 3   | 4   | 5   | 6   | 7   | 8   | 9   | 10  | 11  | 12  | 13  | 14  | 15  | 16  | Puntos | Pos. |
| ------- | -------------------- | ---- | --------------- | --- | --- | --- | --- | --- | --- | --- | --- | --- | --- | --- | --- | --- | --- | --- | --- | ------ | ---- |
| 1982    | Ford Cosworth DFV V8 | G    |                 | RSA | BRA | USW | SMR | BEL | MON | DET | CAN | NED | GBR | FRA | GER | AUT | SUI | ITA | LVG | 30     | 5.º  |
| 1982    | Ford Cosworth DFV V8 | G    | Nigel Mansell   |     | 3   | 7   |     | Ret | 4   | Ret | Ret |     | Ret |     | 9   | Ret | 8   | 7   | Ret | 30     | 5.º  |
| 1982    | Ford Cosworth DFV V8 | G    | Elio de Angelis |     | Ret | 5   |     | 4   | 5   | Ret | 4   | Ret | 4   | Ret | Ret | 1   | 6   | Ret | Ret | 30     | 5.º  |
| 1982    | Ford Cosworth DFV V8 | G    | Roberto Moreno  |     |     |     |     |     |     |     |     | DNQ |     |     |     |     |     |     |     | 30     | 5.º  |
| 1982    | Ford Cosworth DFV V8 | G    | Geoff Lees      |     |     |     |     |     |     |     |     |     |     | 12  |     |     |     |     |     | 30     | 5.º  |
| Fuente: |                      |      |                 |     |     |     |     |     |     |     |     |     |     |     |     |     |     |     |     |        |      |